# Sauerhof-Kuppel
Sauerhof-Kuppel ist ein Gemeindeteil der Stadt Münchberg im Landkreis Hof (Oberfranken, Bayern). Sauerhof-Kuppel liegt in der Gemarkung Sauerhof.

## Geografie
Sauerhof-Kuppel besteht aus vier Siedlungen: zwei befinden sich an der Bundesstraße 289, die östliche bildet eine geschlossene Siedlung mit Schödlas; zwei weitere befinden sich an der Gemeindeverbindungsstraße zwischen Ahornis und B 289 in der Nähe von Ahornis-Kuppel.

## Geschichte
Zwischen 1997 und 2013 wurde Kuppel aufgeteilt in die Gemeindeteile Ahornis-Kuppel und Sauerhof-Kuppel.